# Showdown (álbum de Electric Light Orchestra)
Showdown es el primer álbum recopilatorio del grupo británico Electric Light Orchestra, publicado por la compañía discográfica Harvest Records en noviembre de 1974. El álbum, el primero de una larga serie de recopilatorios del grupo, es el primero en contener el sencillo «Showdown» en un disco del mercado británico.

## Lista de canciones
Todas las canciones escritas y compuestas por Jeff Lynne excepto donde se anota. 
| Cara A |                                           |              |          |  |
| N.º    | Título                                    | Escritor(es) | Duración |  |
| 1.     | «10538 Overture»                          |              | 5:28     |  |
| 2.     | «From the Sun to the World (Boogie No.1)» |              | 8:15     |  |
| 3.     | «Whisper in the Night»                    | Roy Wood     | 4:44     |  |
| 4.     | «Queen of the Hours»                      |              | 3:21     |  |

| Cara B |                                     |              |          |  |
| N.º    | Título                              | Escritor(es) | Duración |  |
| 1.     | «Roll Over Beethoven»               | Chuck Berry  | 7:00     |  |
| 2.     | «First Movement (Jumping Biz)»      | Roy Wood     | 2:57     |  |
| 3.     | «In Old England Town (Boogie No 2)» |              | 6:50     |  |
| 4.     | «Showdown»                          |              | 4:08     |  |

## Personal
- Jeff Lynne: voz, guitarra, piano y minimoog
- Roy Wood: voz, guitarra acústica, bajo, chelo
- Bev Bevan: batería y percusión
- Richard Tandy: teclados y minimoog
- Mike de Albuquerque: bajo y coros
- Wilfred Gibson: violín
- Mike Edwards: chelo
- Colin Walker: chelo
- Bill Hunt: trompa
- Steve Woolam: violín